# Bus Turístico de Mendoza
El Bus Turístico de Mendoza llamado Mendoza City Tour es un servicio de autobús urbano turístico que completa rutas en puntos de atracción turística en la ciudad de Mendoza y es operado por la Municipalidad de Mendoza. La red está compuesta por una ruta turística urbana que recorre la Ciudad de Mendoza, con un total de 15 paradas. Normalmente se opera con autobuses de dos pisos sin techo.
El funcionamiento del bus comenzó a mediados del 2013.

## Características
El servicio permite adquirir billete de 24 horas. Con el billete se puede subir y bajar tantas veces como se quiera en cualquiera de las paradas. Además, se entrega una guía con el detalle de las paradas programadas. Se puede comprar el billete en la web oficial, o en el punto de venta ubicado en la Plaza Independencia de Mendoza.
Cabe destacar que este bus solo recorre la Ciudad de Mendoza, no recorre los viñedos (ubicados en las afueras de la ciudad), como ocurre con otros tours que sí lo hacen. Aunque este es el único bus tirístico que trabaja en conjunto con la Municipalidad de la Ciudad de Mendoza.